# اوکولوفکا
شهر اوکولوفکا (به روسی: Окуловка) در کشور روسیه و در اوبلاست نووگورود واقع شده‌است.